# Quatre Poèmes (Guy Ropartz)
Pour les articles homonymes, voir Quatre Poèmes.
Les Quatre Poèmes (sous-titré d’après l’Intermezzo de H. Heine) sont un cycle de quatre mélodies composé par Guy Ropartz en 1899 d'après des poèmes d'Heinrich Heine.

## Titres
1. Tendrement enlacés, ma chère bien-aimée
2. Pourquoi vois-je pâlir la rose parfumée ?
3. Ceux qui, parmi les morts d'amour
4. Depuis que nul rayon de tes yeux bien-aimés

## Analyse et critiques
Henry Fellot fait la critique des Quatre Poèmes de Guy Ropartz dans la Revue musicale de Lyon. Il décrit notamment l'originalité de la pièce de par la musique plus que par le texte. Il note la présence d'un leitmotiv dans les quatre numéros, qui rappelle celui de La Cloche des morts.

### Ouvrages généraux
- Gustave Samazeuilh, Musiciens de mon temps : Chroniques et souvenirs, Paris, M[arcel] Daubin, [1947], 430 p., in-16 (BNF 43254580), « Le 80e anniversaire de J. Guy-Ropartz (15 Juin 1944) », p. 158-160

### Monographies
- Mathieu Ferey et Benoît Menut, Joseph-Guy Ropartz : Le pays inaccessible, Genève, Éditions Papillon, coll. « Mélophiles » (no 18), 2005, 167 p. (ISBN 978-2940310258)

### Articles
- Henry Fellot, Bibliographie, Lyon, 1903 (lire sur Wikisource), « Bibliographie », p. 10-11